# Heinrich August Manitius
Heinrich August Manitius (* 3. November 1804 in Skäßchen bei Großenhain; † 29. März 1883 in Dresden) war ein deutscher Lehrer und Privatgelehrter.

## Leben
Manitius studierte Theologie an der Universität Leipzig, kandidierte für ein lutherisches Predigtamt (cand. rev. min., Candidatus reverendi Ministerii) und promovierte in Philologie an derselben Universität. 1838 wurde er Lehrer an der Kreuzschule Dresden und unterrichtete ab 1844 privat unter anderem Französisch, Griechisch und Latein.
Sein Sohn Karl Heinrich August Manitius war ebenfalls Philologe und eine bekannte Dresdner Persönlichkeit.

## Werk
Heinrich August Manitius befasste sich in einer ersten Phase mit theologischen Themen. Später befasste er sich mit Fremdsprachendidaktik, wovon unter anderem folgende Schriften zeugen:
- Grammatisch-praktischer Lehrgang der italienischen Sprache zu deren leichter, schneller und gründlicher Erlernung. Dresden: Adler & Dietze, 1852

- Zweite Auflage: Grammatisch-praktischer Lehrgang der italienischen Sprache zu deren leichter, schneller und gründlicher Erlernung. Dresden: Louis Ehlermann, 1865.

- Vollständige Formenlehre der italienischen Sprache. Chemnitz: Eduard Focke, 1864.
- Die sprachenwelt in ihrem geschichtlich-literarischen entwickelungsgange zur humanitæt: fur den gebildeten Laien und die gereifte Jugend. Carl Schauenberg-Ott, 1880.

Außerdem war Manitius herausgeberisch tätig: so gab er zum Beispiel 1856 Gedichte seines Verwandten Karl Manitius heraus.